# Beauficel-en-Lyons
 Beauficel-en-Lyons  là một xã thuộc tỉnh Eure trong vùng Normandie miền bắc nước Pháp.